# OptimFROG
OptimFROG 是一個 專有無損音訊壓縮編解碼器，由 Florin Ghido 開發。OptimFROG 針對超高壓縮比進行了優化，但代價是必須犧牲編碼與解碼的速度。

## OptimFROG DualStream
OptimFROG DualStream 是一個有損音訊編解碼器，為填補有損與無損編碼之間的差異 OptimFROG DualStream 可以選擇性的建立修正檔案。這個檔案必須與有損編碼後的檔案一起使用，以還原為原始的音訊，與 Wavpack hybrid 模式不同，它的修正檔案並不能用於播放。
MPEG-4 SLS 和 DTS-HD Master Audio 也使用類似的修正檔案。

## 技術細節

### 中繼資料
所有 OptimFROG 格式的檔案都使用APEv2 標籤儲存中繼資料。

## 外部連結
- 官方網站（页面存档备份，存于）
- OptimFROG（页面存档备份，存于） 於 Hydrogenaudio Wiki.